# Miryam Mazenauer
Miryam Mazenauer (* 19. Februar 2000) ist eine Schweizer Leichtathletin, die sich auf das Kugelstossen spezialisiert hat.

## Sportliche Laufbahn
Erste internationale Erfahrungen sammelte Miryam Mazenauer im Jahr 2019, als sie bei den U20-Europameisterschaften in Borås mit einer Weite von 14,11 m in der Qualifikationsrunde ausschied. 2021 gelangte sie bei den U23-Europameisterschaften in Tallinn mit 14,41 m auf den zwölften Platz und 2023 wurde sie bei der 1. Liga der Team-Europameisterschaft im Rahmen der Europaspiele in Chorzów mit 16,15 m Achte. Anschliessend belegte sie bei den World University Games in Chengdu mit 16,78 m den fünften Platz. Im Jahr darauf schied sie bei den Europameisterschaften in Rom mit 16,69 m in der Qualifikationsrunde aus und 2025 verpasste sie bei den Halleneuropameisterschaften in Apeldoorn mit 17,04 m den Finaleinzug. Ende Juni wurde sie bei der 1. Liga der Team-Europameisterschaft in Madrid mit 17,31 m Sechste, ehe sie bei den World University Games in Bochum mit 15,89 m den neunten Platz belegte. 
In den Jahren von 2020 bis 2022 und 2024 wurde Mazenauer Schweizer Meisterin im Kugelstossen im Freien sowie von 2020 bis 2025 auch in der Halle.